# Esclerodermia
La esclerodermia (del griego sklēródermos "piel endurecida") es  un grupo heterogéneo de enfermedades autoinmunes fibrosantes del tejido conjuntivo que afectan principalmente a la piel, pero que también pueden implicar estructuras subyacentes, como la grasa, las fascias, los músculos, los huesos, diversos órganos internos (tracto gastrointestinal, pulmón, riñón, corazón y otros), la membrana sinovial y los vasos sanguíneos.

Es un trastorno autoinmunitario, una afección que ocurre cuando el sistema inmunitario ataca por error y destruye tejido corporal sano.

## Etimología
La esclerodermia se refiere a un grupo heterogéneo de trastornos fibrosantes autoinmunes.
Se han hecho grandes avances en los estudios moleculares de la morfea y esclerosis sistémica. Sin embargo, aún no están esclarecidas sus etiologías y patogénesis.
Aunque la morfea y la esclerosis sistémica demuestran una activación similar de las vías inflamatorias y fibróticas, existen diferencias importantes en la señalización de las vías y marcas genéticas, lo cual indica que probablemente son procesos biológicamente diferentes. La morfea puede causar morbilidad significativa, pero no afecta a la mortalidad, mientras que la esclerosis sistémica tiene la mortalidad más elevada específica de la enfermedad de todas las enfermedades autoinmunes del tejido conectivo.

## Clasificación
La nomenclatura de la esclerodermia ha cambiado mucho en los últimos años. La actual clasificación propone:
- Morfea (o esclerodermia localizada).
- Esclerosis sistémica con afectación cutánea limitada (o esclerodermia sistémica con afectación cutánea limitada).
- Esclerosis sistémica con afectación cutánea difusa (o esclerodermia sistémica con afectación cutánea difusa).
- Esclerosis sistémica sin esclerodermia.

En función de la presencia o no, respectivamente, de afectación orgánica, la esclerodermia se clasifica en dos grandes grupos: esclerosis sistémica o esclerodermia sistémica y morfea o esclerodermia localizada, existiendo además los denominados síndromes afines.

### Morfea o esclerodermia localizada
La morfea o esclerodermia localizada es un trastorno en el que los depósitos excesivos de colágeno conducen al engrosamiento de la dermis y a veces de los tejidos subcutáneos.
La grasa, fascias, músculos y huesos también pueden verse afectados, pero no los órganos internos como en la esclerosis sistémica. 
La morfea casi siempre evoluciona hacia la inactividad de forma natural. 
Se clasifica a su vez en distintos tipos, que se detallan a continuación. Es posible que varios estén presentes en un mismo paciente.

#### Morfea en placas
Es el tipo más común de morfea. Se presenta como parches de piel abultada, con aumento o disminución de la pigmentación. Afecta solo capas superficiales de la piel. Las placas tienen forma generalmente ovalada, con un diámetro que suele oscilar entre 1-20 cm (a veces mayor). Comienzan como un color malva. A continuación, a lo largo de varios meses, cambian a blanco marfil en el centro con un borde de color lila. Las placas de larga duración pueden ser de color marrón. Su superficie es sin pelo, suave y brillante. Tienden a no sudar. Pueden aparecer varias placas asimétricas en ambos lados del tronco y las extremidades. A veces, la superficie es hiperpigmentada, con muy poca sensibilidad.

#### Morfea generalizada
Presenta manchas más extensas que la morfea en placas y a menudo afecta a una superficie corporal mayor. Aunque raramente se asocia a complicaciones de órganos internos, se recomiendan revisiones periódicas. Puede haber engrosamiento de la piel generalizada sobre el tronco.

#### Morfea superficial
Afecta a mujeres de mediana edad. Suelen presentar manchas de color malva simétricas en los pliegues de la piel. Son particularmente comunes en la ingle, las axilas y debajo de los senos.

#### Morfea lineal
Es más frecuente en niños y adolescentes. Consiste en una banda o línea de piel abultada en piernas o brazos. Puede afectar al tejido subcutáneo y al músculo que se encuentra debajo. 

#### Coup de sabre o golpe de sable
Es la esclerodermia lineal de la cara o cuero cabelludo. El pelo se pierde permanentemente y el hueso del cráneo subyacente puede contraerse. Ocasionalmente se asocia con anormalidades en el crecimiento de los huesos faciales, produciendo deformaciones considerables. 

#### Morfea panesclerótica discapacitante de la infancia
Es una presentación rara que afecta a los niños y produce un extenso endurecimiento de la piel y el músculo subyacente. El crecimiento de los huesos puede verse afectado. Puede llevar a contracturas articulares, úlceras que no cicatrizan y carcinoma de células escamosas.

#### Síndrome de Parry-Romberg
Es una rara enfermedad neurocutánea en la cual la esclerodermia lineal se asocia con hemiatrofia progresiva facial, migraña, dolor facial y epilepsia.

#### Atrofodermia de Pierini y Pasini
Es una depresión en la piel causada por una pérdida significativa de tejido subcutáneo. 

### Esclerosis sistémica o esclerodermia sistémica
La esclerosis sistémica o esclerodermia sistémica es una enfermedad autoinmune multisistémica en la que hay un aumento de actividad de los fibroblastos, resultando en un crecimiento anormal de tejido conectivo. Esto provoca daño vascular y fibrosis (tejido cicatricial). La fibrosis ocurre en la piel, el tracto gastrointestinal y otros órganos internos, como el corazón, los pulmones o los riñones. Cuando el tejido normal de un órgano se reemplaza por tejido fibroso, dicho órgano deja de funcionar adecuadamente.
Una vez diagnosticada, lo primordial es detectar precozmente la presencia de afectación visceral. 
Los síntomas de presentación más comunes son el fenómeno de Raynaud (que puede preceder a otros síntomas por algunos años), el endurecimiento de piel de las manos o la cara y síntomas esofágicos.
Los primeros síntomas pueden ser inespecíficos (por ejemplo, fatiga, dolores osteomusculares e hinchazón de las manos). Tanto la esclerosis sistémica con afectación cutánea limitada como la difusa pueden afectar los órganos internos y la gravedad de los cambios de la piel no necesariamente refleja la gravedad de la afectación de órganos internos.
Se clasifica a su vez en tres tipos:

#### Esclerosis o esclerodermia sistémica con afectación cutánea limitada
Representa el 70 % de los casos de esclerosis sistémica. Por lo general una enfermedad leve, con menos participación de la piel. Aparición y progresión lentas. El inicio lento puede hacer que los síntomas pasen relativamente desapercibidos hasta que ocurran complicaciones internas. Presenta afectación dérmica (de la piel) limitada. Afecta solo a la cara, antebrazos y piernas hasta la rodilla. El término más antiguo para la esclerosis sistémica con afectación cutánea limitada es el síndrome de CREST. CREST es un acrónimo de los nombres en inglés de los cinco rasgos característicos clínicos principales:
Calcinosis (‘calcificación’ (depósitos de calcio)).
Raynaud's syndrome (‘síndrome de Raynaud’).
Esophageal dysmotility (‘dismotilidad esofágica’ (disfunción esofágica)).
Sclerodactyly (‘esclerodactilia’).
Telangiectasia (‘telangiectasia’ (dilatación de pequeños vasos)).

#### Esclerosis o esclerodermia sistémica con afectación cutánea difusa
Corresponde al 30 % de los casos de esclerosis sistémica. Por lo general, con un inicio más rápido, con engrosamiento de la piel y fenómeno de Raynaud presentándose asociados o dentro de un corto intervalo de tiempo. Los cambios en la piel pueden propagarse rápidamente, a los pocos meses del inicio de la enfermedad. Los cambios en la piel pueden remitir después de varios años, con ablandamiento de la piel y mejora significativa de la movilidad. Los síntomas tienden a ser peores en los primeros 3 a 5 años de la enfermedad, después de lo cual hay una fase estable y es poco probable un mayor deterioro. La enfermedad entonces puede invertir en cierta medida, con el reblandecimiento de la piel y mejora de la movilidad. La afectación de órganos internos es más común. Con afectación dérmica difusa. Involucra también los brazos, los muslos o el tronco.

#### Esclerosis sistémica sin esclerodermia
Hay tipos más raros en los que hay afectación de órganos internos sin cambios en la piel.

## Diagnóstico

### Morfea o esclerodermia localizada
Los análisis de sangre tienen un papel muy pequeño en la evaluación de la Morfea, aunque las pruebas confirmatorias se realizan a veces para ayudar en el diagnóstico. 
Pueden producirse incrementos policlonales en la inmunoglobulina G y M, especialmente en pacientes con Morfea lineal y profunda. Los autoanticuerpos (por ejemplo: factor reumatoide, anticuerpos antinucleares) son frecuentemente positivos. 
Aunque habitualmente se puede hacer un diagnóstico presuntivo en los hallazgos clínicos, se puede utilizar una biopsia para confirmar el diagnóstico y delimitar la profundidad de la afectación: 
- En el caso del tipo de placa y Morfea generalizada, una biopsia por punción profunda (incluida la grasa subcutánea) suele ser suficiente.

- En el caso de la Morfea lineal y la Morfea profunda, se requiere una biopsia por incisión que se extiende hasta el músculo.

La radiografía puede ser útil en casos de Morfea lineal o profunda, donde se sospecha la implicación del hueso subyacente. También se puede utilizar para controlar los defectos de crecimiento potencial en los pacientes pediátricos. 
El ultrasonido es cada vez más útil para monitorizar la actividad de la enfermedad subyacente.

### Esclerosis sistémica o esclerodermia sistémica
El diagnóstico puede ser difícil, sobre todo en las primeras etapas. Algunos de sus síntomas son comunes, o pueden coincidir con los de otras conectivopatías, como artritis reumatoide, lupus, polimiositis o enfermedad mixta del tejido conectivo, o con otras enfermedades cutáneas caracterizadas por piel indurada o engrosada. Los distintos síntomas pueden desarrollarse por etapas a través de un largo período, y pocas personas con esclerodermia experimentan exactamente los mismos síntomas y efectos.
Aunque la esclerodermia puede ser detectada por sus síntomas más visibles, la existencia del padecimiento no puede comprobarse mediante una única prueba. 
El diagnóstico lo suelen dar los médicos con amplia experiencia en el tratamiento de esta enfermedad, teniendo en cuenta lo siguiente: el historial médico, incluyendo los síntomas pasados y presentes; un minucioso examen físico; y pruebas realizadas en una gran variedad de tests y otros estudios. Al hacer el diagnóstico, es importante no solo confirmar la presencia de la esclerodermia, sino también su alcance y gravedad, pues hay que considerar la implicación de los órganos internos.
La esclerosis sistémica con afectación cutánea limitada y difusa a veces pueden determinarse por la presencia de distintos anticuerpos en la sangre.
Los criterios diagnósticos y de clasificación se encuentran en proceso de revisión, en aras de incluir y recoger las fases tempranas. Desde 1980, los criterios de diagnóstico han sido esclerodermia proximal (próxima a la articulación metacarpofalángica), esclerodactilia, cicatrices puntiformes de pulpejos o pérdida de la pulpa y fibrosis pulmonar bibasal. 
Sin embargo, en 2013, con la colaboración del Colegio Americano de Reumatología y la Liga Europea Contra el Reumatismo (ACR / EULAR) fue propuesto un nuevo conjunto de criterios. A diversos elementos se les da una puntuación ponderada y una puntuación de 9 o más significa el diagnóstico de esclerosis sistémica. Al tradicional criterio principal del engrosamiento de la piel que se extiende próxima a las articulaciones metacarpofalángicas se le da una puntuación de 9 y, por lo tanto, es suficiente por sí solo para hacer un diagnóstico.
Las siguientes características se incluyen en el nuevo sistema:
| Criterio                                                                                   | Puntuación |
| ------------------------------------------------------------------------------------------ | ---------- |
| Engrosamiento de la piel que se extiende proximal a las articulaciones metacarpofalángicas | 9          |
| Engrosamiento de la piel de los dedos: - Dedos hinchados - Esclerodactilia                 | 2 4        |
| Lesiones en la yema del dedo: - Úlceras - Cicatrices puntiformes de pulpejos               | 2 3        |
| Telangiectasia                                                                             | 2          |
| Capilares del lecho ungueal anormales                                                      | 2          |
| Hipertensión arterial pulmonar y/o enfermedad pulmonar intersticial                        | 2          |
| Fenómeno de Raynaud                                                                        | 3          |
| Autoanticuerpos relacionados con esclerosis sistémica                                      | 3          |

#### Diagnóstico precoz: la iniciativa VEDOSS
La iniciativa VEDOSS (= Very Early Diagnosis Of Systemic Sclerosis) en Europa identifica las siguientes características como la clave para el diagnóstico de la esclerosis sistémica en una etapa muy temprana: 
- Anticuerpos antinucleares (ANAs).

- Anticuerpos específicos de la esclerodermia.

- Patrón de esclerosis sistémica en la capilaroscopia del lecho ungueal.

- Dedos hinchados en los pacientes con Síndrome de Raynaud.

## Tratamiento

### Morfea o esclerodermia localizada
No hay un tratamiento efectivo para la mayoría de los casos de Morfea. Aunque varios de ellos han mostrado un posible beneficio en la investigación, se han realizado pocos estudios controlados. La terapia dirigida a la reducción de la actividad inflamatoria en la enfermedad temprana tiene más éxito que los intentos de disminuir la esclerosis en las lesiones bien establecidas. 
Hay evidencia de la eficacia de las siguientes opciones de tratamiento:

- Fototerapia con rayos ultravioleta (UVB) para la afectación de la piel superficial.

- Fototerapia con rayos UVA para la afectación de la piel más profunda. La eficacia se ha demostrado, aunque no hay certeza aún sobre la seguridad a largo plazo y el riesgo de cáncer de piel.[14]

- Metotrexato + / - corticosteroides sistémicos para la afectación de los tejidos subyacentes, y para la enfermedad grave o que progresa rápidamente.

- Tacrolimus tópico.[15]

La fisioterapia puede ser útil para prevenir contracturas articulares en la enfermedad severa. 
El uso de cremas hidratantes en la piel afectada también es de ayuda. 
Las cremas de protección solar deben usarse para evitar la hiperpigmentación (color oscuro de la piel) de las zonas afectadas.

### Esclerosis sistémica o esclerodermia sistémica
No hay cura para la esclerosis sistémica, y el tratamiento consiste en controlar los síntomas y prevenir complicaciones a través de tratamientos no farmacológicos, inmunoterapia y tratamiento específicos de las distintas manifestaciones (cutáneas, musculoesqueléticas, gastrointestinales, pulmonares, renales cardíacas, etc.)

## Pronóstico

### Morfea o esclerodermia localizada
La morfea casi siempre evoluciona hacia la inactividad de forma natural. 

### Esclerosis sistémica o esclerodermia sistémica
El curso de la enfermedad varía con cada individuo. El pronóstico depende de la magnitud de las complicaciones. Por lo tanto, las cifras de mortalidad varían enormemente. En términos generales, la supervivencia a 10 años es del 60 a 70 %. Las muertes por la enfermedad renal se han reducido en los últimos años y la mayor mortalidad es causada por complicaciones graves cardíacas o pulmonares.